# L.R. Vicenza Virtus
LR Vicenza Virtus, bedre kendt som Vicenza, er en italiensk fodboldklub fra byen Vicenza i regionen Veneto. Klubbens farver er rød og hvid. Hjemmekampene spilles på Stadio Romeo Menti.

## Historie
Kubben blev oprindeligt grundlagt i 1902 som Associazione del Calcio in Vicenza under ledelse af dekanen og digteren Tito Buy, der som ung havde været med i Garibaldis kampe for at samle Italien, og idrætslæreren Antonio Libero Scarpa, der blev klubbens første træner. I starten var klubben en form for skolehold, men snart begyndte man at spille mod andre klubber i de officielle mesterskaber.

### Tidlig succes
Klubben opnåede hurtigt pæn succes. I 1911 blev man nummer to i den bedste række efter at have vundet alle kampene i Campionato Emiliano-veneto, og tabt til den anden puljevinder Pro Vercelli i finalen. Med til historien hører dog, at Campionato emiliano-veneto var en beskeden række med kun fire deltagende hold. Til sammenligning var der ni hold i Pro Vercellis række. Vicenza var dog et godt hold, der i årene op til Første Verdenskrig kom i slutspil hvert år. Det var før, der fandtes en landsdækkende Serie A.
I 1920'erne og 1930'erne gik det resultatmæssigt dårligere for Vicenza, og først i årene lige før Anden Verdenskrig kom klubben atter i den bedste række. Krigen afbrød den spirende storhedstid, og det er svært at sige, hvordan klubben ville have klaret, hvis turneringen ikke havde ligget stille i krigsårene. I 1947 opnåede man sin hidtil bedst placering i den landsdækkende Serie A med en femteplads, hvorefter man året efter endte som nummer 20 og rykkede ud med et brag, selvom holdet ikke var ændret væsentligt bortset fra tabet af den lokale stjerne Bruno Quaresima, der var skiftet til Inter. Han vendte dog tilbage allerede et par år senere.

### Fast inventar på øverste hylde
I 1953 blev klubben købt af tekstilfirmaet Lanerossi og fik navnet Lanerossi Vicenza. Det var også i den forbindelse, at man begyndte at spille med firmaets logo, et stort R, på brystet. Det var mange år, før trøjesponsorater blev ellers blev tilladt. Det kunne lade sig gøre, fordi klubben blev en del af firmaet, og firmaets logo dermed at betragte som klubbens logo.
I årene 1955-75 var Vicenza fast inventar i Serie A, mest med solide midterplaceringer til følge. Blandt spillerne på holdet så man i perioden klubbens to kamprekordholdere Giulio Savoini og Luigi Menti samt den brasilianske angriber Luís Vinício, der som 34-årig blev topscorer i Serie A i 1966.
Vicenzas hidtil bedste resultat kom med andenpladsen efter Juventus i 1978. Sjovt nok da man for første gang i 20 år havde været nede og vende i Serie B. Stjernen på holdet var den senere verdensmester Paolo Rossi, der med sine 24 mål blev en klar topscorer i Serie A - Vicenzas hidtil seneste.

### Nedturen i 1980'erne
Efter andenpladsen formåede man at holde fast i Paolo Rossi, men alligevel rykkede man ned lige så hurtigt, som man var kommet op. Og siden har Vicenza kun sjældent være at finde blandt Italiens bedste klubber. I 1985 havde en ung Roberto Baggio sin gennembrudssæson på klubbens førstehold, da han var med til at føre dem fra Serie C op i Serie B. Han skiftede dog straks til Fiorentina, og året efter måtte klubben ydmyget se sin oprykning til Serie A annulleret på grund af en sag om sortbørsspil. Vicenza var dog ikke alene om det. Også klubber som Udinese, Lazio og Perugia blev straffet.

### Coppa Italia triumfen
I 1990 skiftede klubben navn til Vicenza Calcio, og man oplevede herefter en kort men voldsom resultatmæssig opblomstring. Først kom man i Serie A, og i 1997 vandt man klubbens hidtil eneste store titel i form af Coppa Italia efter en samlet sejr i de to finalekampe over Napoli. Den anden finale blev spillet på Vicenzas hjemmebane, og sejren blev først sikret med to mål af Maurizio Rossi og Alessandro Iannuzzi i de sidste to minutter af den forlængede spilletid. De kunne glæde sig dobbelt over at undgå straffesparkskonkurrencen, da Napolis daværende målmand Giuseppe Taglialatela var en ekspert i at tage straffespark og stadig har den bedste redningsgennemsnit i Serie A's historie med 12 redninger ud af 28 forsøg.
Året efter nåede Vicenza langt i Pokalvindernes Europacup, hvor man først i semifinalen måtte bøje sig for Chelsea. Pasquale Luiso blev topscorer i turneringen.

### Problemer i det nye årtusinde
Den overvældende succes blev ikke ved. I 1999 rykkede Vicenza ud af Serie A, og selvom man rykkede direkte op igen, var nedturen først for alvor begyndt. Siden nedrykningen i 2001 har klubben ikke været i den bedste række. Midt i 2010'erne var man endda ved at blive overhalet af den lille klub Real Vicenza, der opnåede et par sæsoner i Serie C, også på Stadio Romeo Menti og med rødhvide trøjer. Real Vicenza fik megen kritik for at forsøge at stjæle Vicenza Calcios identitet, samtidig med at man bare havde omkring 200 mennesker til sine hjemmekampe. Efter sæsonen 2014-2015 besluttede ledelsen i Real Vicenza at koncentrere sig om ungdomsfodbold og trække seniorførsteholdet fra ligaen.

### L.R. Vicenza Virtus
I 2018 blev Vicenza Calcio erklæret konkurs og sat under administration for at bevare deres Serie C-status efter 2017-18-sæsonen. Renzo Rosso, ejer af Diesel, fusionerede sin klub Bassano Virtus og nogle af aktiverne i Vicenza Calcio til et hold, der skulle spille i Vicenza, mens de to hold bevarede deres egne ungdomsafdelinger. Det nye navn blev L.R. Vicenza Virtus. Fusionen skabte en del røre i nabobyen Bassano del Grappa, hvor Bassano Virtus har hjemme, og der blev straks dannet en klub, FC Bassano 1903, som et forsøg på at videreføre Bassano Virtus' sande arv.
L.R. Vicenza Virtus er således atter ejet af en tekstilfabrikant. Det store, svungne R er vendt tilbage til spillernes bryst. Der er håb for fremtiden i Vicenza.

## Kendte spillere gennem tiden
- Stefan Schwoch
- Pietro Spinato
- Bruno Quaresima
- Luís Vinício
- Paolo Rossi
- Roberto Baggio
- Luca Toni
- Giulio Savoini
- Luigi Menti
- Domenico Di Carlo
- Alberto Bigon
- Stefano Giacomelli
- Massimo Ambrosini
- Joachim Björklund

## Danske spillere gennem tiden
- Marc Nygaard